# Rich Gordon

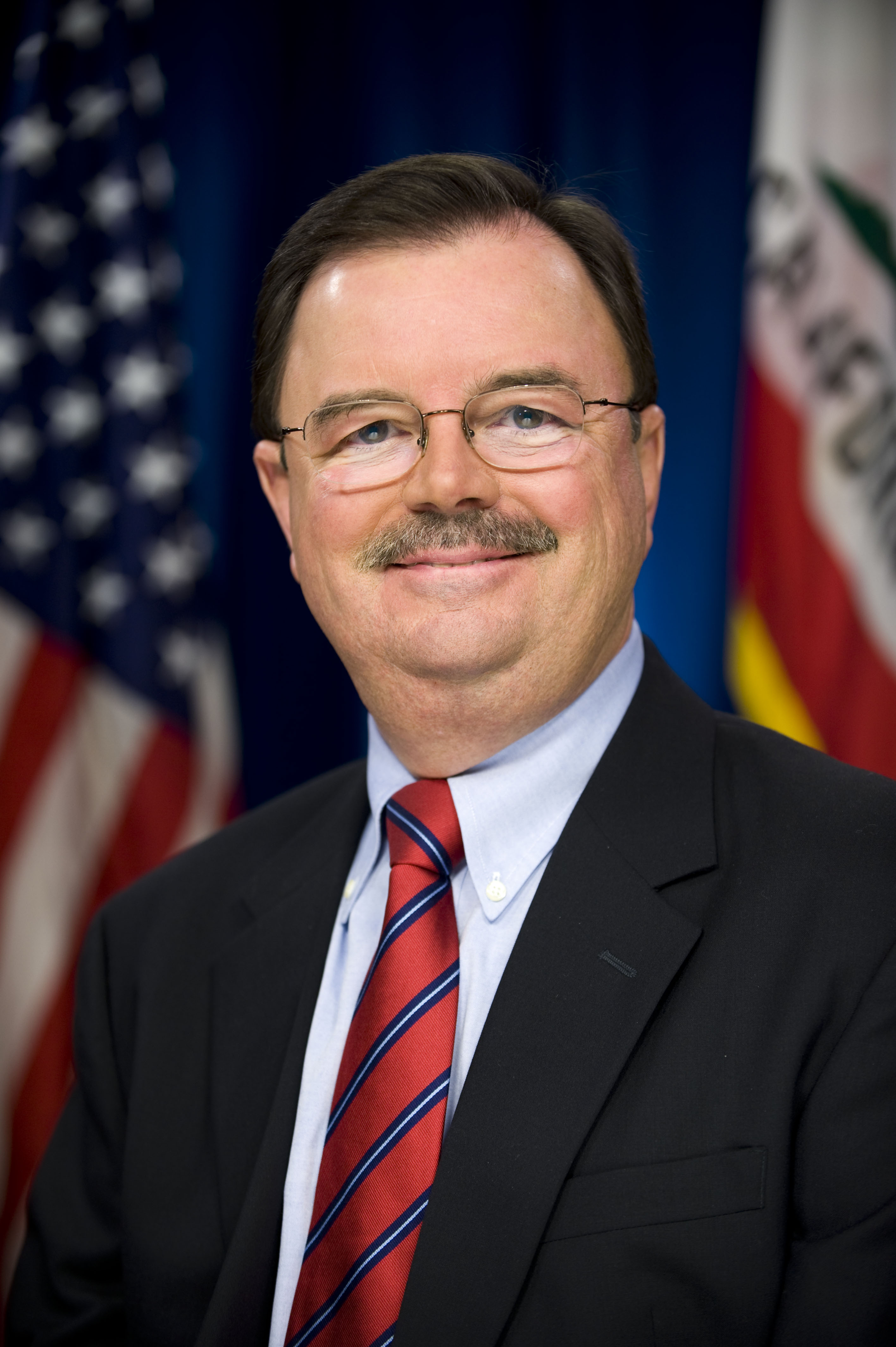
Rich Gordon

Richard S. „Rich“ Gordon (* 3. Juli 1948 im San Mateo County, Kalifornien) ist ein US-amerikanischer demokratischer Politiker aus Menlo Park, Kalifornien. Er wurde für den 24. Distrikt als Abgeordneter in die California State Assembly gewählt. Zuvor war er Repräsentant im 21. Distrikt und Präsident der California State Association of Counties sowie Mitglied des Board of Supervisors im San Mateo County. Seine ganze politische Karriere lang war bekannt, dass er schwul ist. 1992 wurde er zum ersten schwulen Kandidaten des San Mateo County.

## Frühes Leben und Karriere
Der Abgeordnete Gordon ist ein Kalifornier der vierten Generation, geboren und aufgewachsen im San Mateo County. Er absolvierte die High School im Orange County und schloss 1970 sein Studium an der University of Southern California mit einem Bachelor of Arts in Soziologie ab. Er hat auch einen Master of Divinity vom Garrett Theological Seminary an der Northwestern University. Sein Dienst für arme Kinder in Chicago entwickelte in ihm einen starken Sinn für soziale Gerechtigkeit. Er heiratete seine damalige Freundin Terri Tedford 1974 und zog zurück nach Kalifornien.
Gordon fand einen Job beim YMCA in Fullerton als Jugend- und Familienberater. Zwei Jahre später zog er nach Redwood City. Er leitete ein vom Bund finanziertes Projekt, das sich an von der Polizei verhaftete Jugendliche richtete und sie sofort beriet. Ziel war es, junge Männer und Frauen vor dem Gefängnis zu bewahren. Unter Gordons Augen machten die Interventionsbemühungen einen solchen Unterschied, dass die Bundesregierung beschloss, ein zweites Programm zu schreiben – ein Zufluchtsort für entlaufene Kinder namens Your House. Gordon gründete seine eigene gemeinnützige Organisation, die Jugend- und Familienhilfe, in Partnerschaft mit dem Bezirk San Mateo. Im Laufe der Zeit wuchs es von 4 Mitarbeitern und einem Budget von 100.000 $ auf 60 Mitarbeiter und ein Budget von 5 Millionen $. Anfang der 80er Jahre leitete Gordon eine Teenager-Gesundheitsklinik und Zentren, die Familien berieten, die von Drogen, Alkohol und häuslicher Gewalt heimgesucht wurden. Mit Hilfe des Designers der Kette Johnny Rockets und des CEO von See’s Candies eröffnete Gordon das MiMe's Cafe in Redwood City, ein Gemeinschaftsprojekt des Youth and Family Assistance and Opportunities Industrialization Center West.

## Politische Karriere
Gordon kandidierte erstmals 1992 für ein öffentliches Amt und suchte einen Sitz im San Mateo County Board of Education. Er besiegte einen Amtsinhaber, der den Sitz einnahm, und wurde 1996 wiedergewählt.
Als der Abgeordnete Ira Ruskin (D-Redwood City) 2010 aus der California State Assembly ausschied, erklärte Gordon seine Kandidatur für den Sitz. Er war einer von drei Demokraten, die für den Sitz kandidierten, und bei der Vorwahl am 8. Juni 2010 erreichte er 39 % der Stimmen. Sein nächster Herausforderer war fast 2.000 Stimmen hinter ihm auf 31,5 %. Er erreichte 60 % der Stimmen bei den Parlamentswahlen und schlug republikanische und libertäre Gegner, die 35 % bzw. 5 % erhielten.
Nach seinem Amtsantritt war Gordon Vorsitzender des Business & Professions Committee der Versammlung. Im Juni 2012 ernannte der Sprecher Gordon zum Vorsitzenden des Geschäftsordnungsausschusses. Gordon ist Mitglied in den folgenden Ausschüssen: Haushalt, Haushaltsunterausschuss für Ressourcen und Verkehr, Wahlen und Redistrikte, Kommunalverwaltung und Datenschutz und Verbraucherschutz. Er ist auch Vorsitzender des Sonderausschusses für Wasserverbrauch und alternative Quellen sowie des Sonderausschusses für Abfallvermeidung und Recycling im 21. Jahrhundert in Kalifornien.
In seiner ersten Amtszeit war Gordon einer der produktivsten Gesetzgeber; 26 seiner 35 Gesetze wurden vom Gouverneur in Kraft gesetzt. Sein Erfolg setzte sich in seiner zweiten Amtszeit fort, in der 24 seiner 39 Initiativen vom Gouverneur unterzeichnet wurden. Im Jahr 2014 sah der Abgeordnete Gordon 17 vom Gouverneur unterzeichnete Gesetze, die höchste Zahl unter den Gesetzgebern. Im Jahr 2015 verfasste er 9 Gesetze, die vom Gouverneur unterzeichnet wurden.
Gordon war von Januar 2012 bis Januar 2015 Vorsitzender des California Legislative LGBT Caucus.